# Campanula anchusiflora
Campanula anchusiflora är en klockväxtart som beskrevs av James Edward Smith. Campanula anchusiflora ingår i släktet blåklockor, och familjen klockväxter. Inga underarter finns listade i Catalogue of Life.